# Haldeck (Adelsgeschlecht)

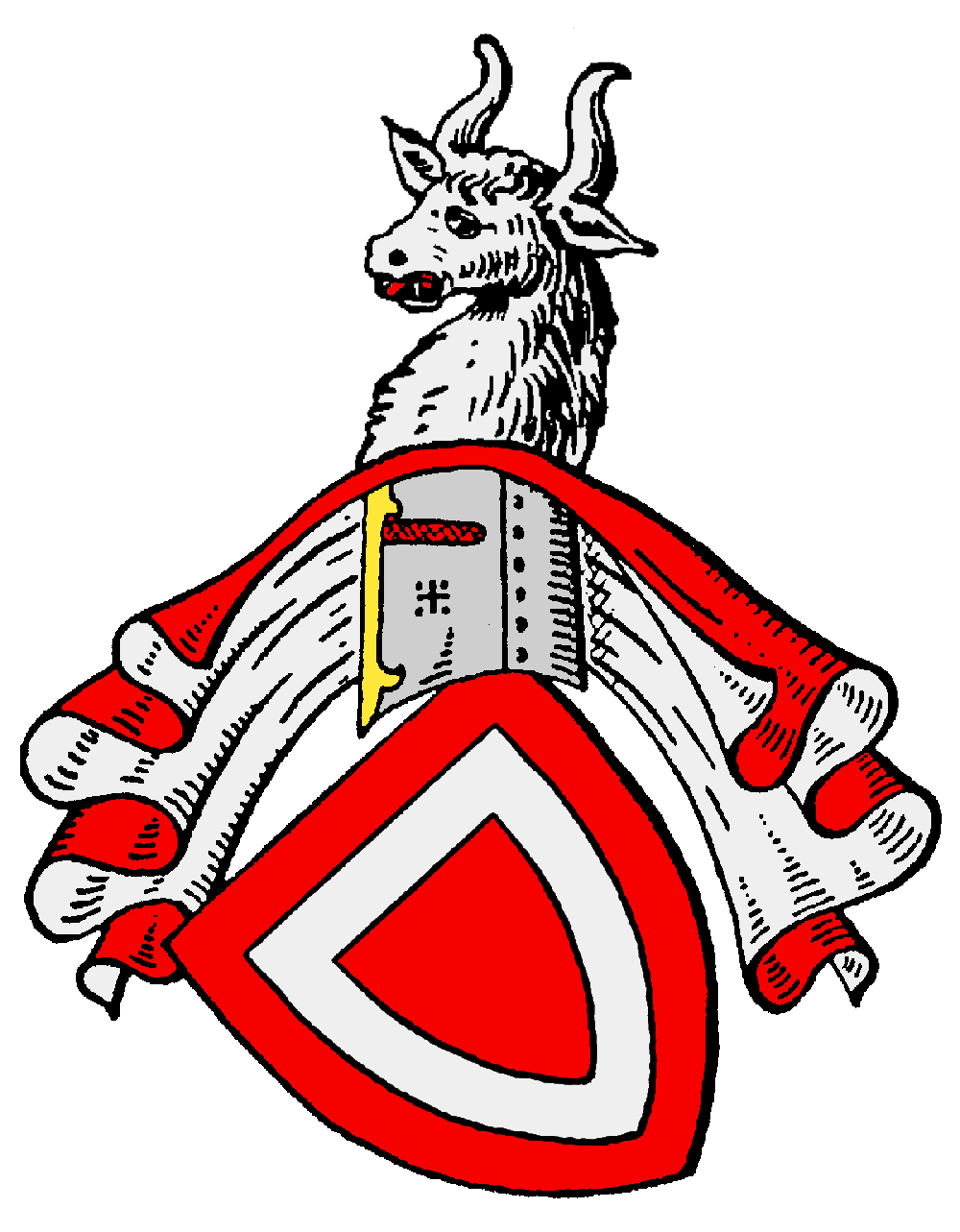
Wappen derer von Haldeck

Haldeck, auch Haldek, Haltecke, Haldegg, war der Name eines altritterlichen, thüringischen Adelsgeschlechts. Namensgebend war die oberhalb von Freyburg gelegene Burg Haldeck an der Unstrut.

## Geschichte
Die Herkunft des Geschlechtes ist nicht bekannt. Möglicherweise entstammt die Familie dem Burgmannengeschlecht „von Werben“ (aus Burgwerben), das mit Tammo von Werben (urkl. 1200–1215) erstmals erwähnt wurde. Am 19. September 1206 wird der Tammo de Wirbin in einer Urkunde des Markgrafen Dietrich von Meißen unter den Zeugen genannt. Sie könnten im Gefolge der Burggrafen von Werben, die zwischen 1215 und 1297 die Burggrafen auf der Neuenburg (novo castro) stellten, dorthin gekommen sein und sich nach der Burg benannt haben.
Bereits 1225 wurde ein Ritter Fridericus de Haldegge erwähnt. Ende des 13. Jahrhunderts und im 14. Jahrhundert war Tammo von Haldeck im Zeugendienst der Thüringer Landgrafen. Die Burg Haldegge befindet sich oberhalb Freyburgs, am Ende eines nach Südwest vorspringenden Bergrückens, dicht südwestlich des heutigen Hotels Edelacker, dreihundert Meter östlich der Altstadt, in Sichtweite der Neuenburg. Später hat das Geschlecht in Orten um Weißenfels, so in Borau, Großkayna, Kriechau, (Burg) Lauchstädt, Lesau, Lichstedt, Reichardtswerben, Uichteritz gesessen. 1279 saßen die fratibus Thammone et Iohanne dictis de Haldeck in Villa Wide (Wiehe). Die von Haldeck auf Uichteritz starben vermutlich mit dem Tod von Michael von Haldecke am 24. März 1483 in der männlichen Linie aus. Melchior von Haldegk war von 1519 bis 1531 Hauskomtur (Amtshauptmann) des Deutschordens zu Ragnit in Ostpreußen. Das Geschlecht erlosch in männlicher Linie mit Hans von Haldeck 1611.

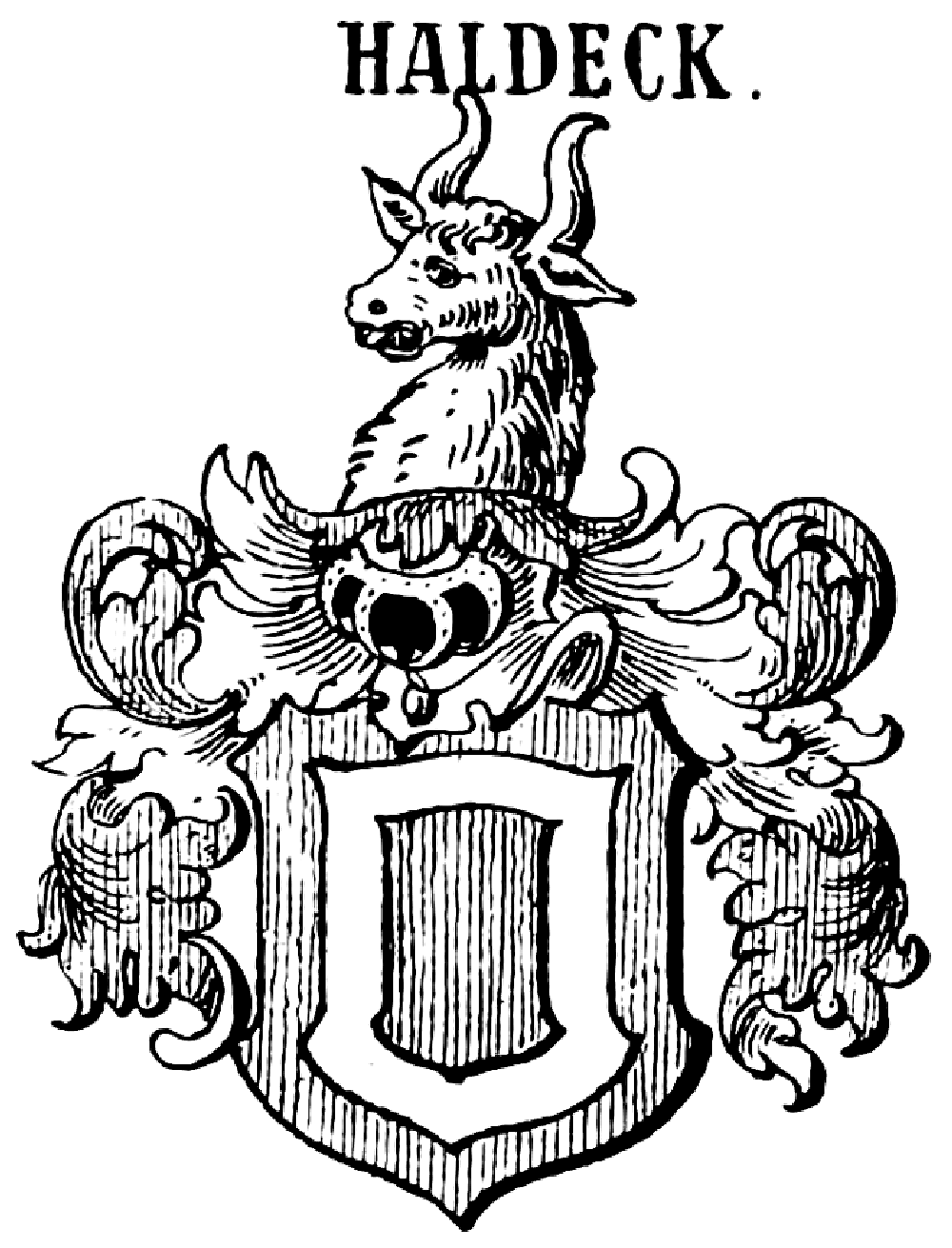
Wappen derer von Haldeck in Siebmachers Wappenbuch

## Wappen
Innerhalb eines roten Schildes ein silbern-geränderter roter Schild, in der Heraldikersprache auf rotem Grund ein silberner Innenbord. Auf dem Helm Kopf und Hals eines silbernen Stieres. Die Decken sind Rot und Silber. 
Es besteht eine Wappenverwandtschaft zu den magdeburgischen von Randow, eine Stammesverwandtschaft ist nicht bekannt.